# Charles Augustus Young
Pour les articles homonymes, voir Young.
Charles Augustus Young (Hanover, 15 décembre 1834 – Hanover (New Hampshire), 3 janvier 1908) est un astronome américain.

## Biographie
Il est diplômé du Dartmouth College puis y devient professeur en 1865, y restant jusqu'en 1877 avant d'aller à Princeton.
Il observe les éclipses solaires et travaille sur la spectroscopie solaire. En 1883, il publie Le Soleil (Paris, Germer Baillière, Bibliothèque scientifique internationale).
Il est un enseignant distingué. Il écrit une série d'ouvrages d'astronomie populaires et largement utilisés, dont Manual of Astronomy. Plusieurs années plus tard, en 1927, quand Henry Norris Russell, Raymond Smith Dugan et John Quincy Stewart (en) écrivent leur propre ouvrage en deux volumes, ils l'intitulent Astronomy : A Revision of Young’s Manual of Astronomy.
Il meurt le 3 janvier 1908 d'une pneumonie.

## Publications (liste partielle)
- (avec George C. Comstock, Robert S. Ball, Camille Flammarion et Harold Jacoby (en), Five weeks' study of astronomy, 1901 (OCLC 1045547147)